# ダーリン (須田景凪の曲)
「ダーリン」は、須田景凪の楽曲。デジタル配信限定シングルとしてunBORDE（ワーナーミュージック・ジャパン）より2023年1月18日に各音楽配信サービスにてリリースされた。

## 概要
前作『雲を恋う/落花流水』以来約3か月ぶりのリリースとなり、2023年度初のシングルリリースとなった。
1月5日に「新曲 A inst」としてショートムービーを公開し、1月13日に本楽曲の曲名が「ダーリン」だと明かし、Aメロ部分のみの映像を公開していた。
本作のジャケットは、アボガド6が担当している。

## 収録曲
| #  | タイトル     | 作詞・作曲 | 編曲     | 時間 |
| -- | ------------ | ---------- | -------- | ---- |
| 1. | 「ダーリン」 | 須田景凪   | 須田景凪 | 2:28 |